# Belisario Domínguez, Uxpanapa
Belisario Domínguez är en ort i Mexiko.   Den ligger i kommunen Uxpanapa och delstaten Veracruz, i den sydöstra delen av landet, 600 km öster om huvudstaden Mexico City. Belisario Domínguez ligger 71 meter över havet och antalet invånare är 218.
Terrängen runt Belisario Domínguez är platt åt sydväst, men åt nordost är den kuperad. Belisario Domínguez ligger nere i en dal. Runt Belisario Domínguez är det ganska glesbefolkat, med 29 invånare per kvadratkilometer. Närmaste större samhälle är Poblado 10, 14,7 km sydväst om Belisario Domínguez. I omgivningarna runt Belisario Domínguez växer i huvudsak städsegrön lövskog.